# Yếu tố đông máu VIII
Yếu tố đông máu VIII là một loại thuốc được sử dụng để điều trị và ngăn ngừa chảy máu ở những người bị bệnh hemophilia A và các nguyên nhân khác làm cho yếu tố VIII thấp. Một số dạng chế phẩm được sử dụng ở những người mắc bệnh von Willebrand. Chúng được tiêm chậm vào tĩnh mạch.
Các tác dụng phụ có thể kể đến như đỏ bừng mặt, khó thở, sốt và ly giải hồng cầu. Phản ứng dị ứng: sốc phản vệ. Mức độ an toàn nếu sử dụng thuốc trong khi mang thai không rõ ràng. Yếu tố VIII tinh khiết nồng độ cao được tách chiết từ huyết tương người. Một phiên bản tái tổ hợp cũng có sẵn. Cơ thể khi nhận thuốc sẽ tạo ra kháng thể kháng yếu tố VIII nên làm cho thuốc này kém hiệu quả hơn.
Yếu tố đông máu VIII lần đầu tiên được xác định vào những năm 1940 và trở thành thuốc có sẵn trong những năm 1960.  Yếu tố tái tổ hợp VIII lần đầu tiên được thực hiện vào năm 1984 và được chấp thuận cho sử dụng y tế tại Hoa Kỳ vào năm 1992. Nó nằm trong danh sách các thuốc thiết yếu của Tổ chức Y tế Thế giới, tức là nhóm các loại thuốc hiệu quả và an toàn nhất cần thiết trong một hệ thống y tế. Giá cả bán buôn ở các nước đang phát triển từ khoảng 119,61 đến 497,50 USD/chai 500 IU.